# Hitech Grand Prix
La Hitech Grand Prix è una scuderia automobilistica britannica, attiva nei campionati Formula 2, Formula 3 e Formula 3 asiatica. Viene fondata nel 2002 da Dennis Rushen e David Hayle. Dal 2020 il team viene controllato da Dmitrij Mazepin con il supporto di Uralkali, ma del 2022 a causa della guerra russo-ucraina, passa sotto il controllo di Oliver Oakes, ex-pilota britannico, già team principal e azionista del team.

## Storia

### Creazione
La squadra è stata fondata nel 2015 da Oliver Oakes riprendendo il nome del team Hitech Racing, fondato nel 2003 da David Hayle per la partecipazione a diversi campionati di Formula 3.

### F3 europea
La squadra ha partecipato agli ultimi round della F3 europea 2015 come team ospite, prima di prendere parte alla stagione 2016 con il supporto della ART Grand Prix. La prima stagione completa nella categoria si rivela essere la migliore per il team, che conquista il terzo posto tra i piloti con George Russell e il secondo posto nella classifica a squadre. Nel 2017 termina al quarto posto tra i team, riuscendo comunque ad ottenere una vittoria con Jake Hughes, e nella stagione 2018 si piazza al terzo posto tra le squadre e ottiene due vittorie con Enaam Ahmed. 

### Formula 3 asiatica
Dal 2018 la squadra partecipa anche al Campionato FIA di Formula 3 asiatica, prima stagione della categoria, con il nome Dragon Hitech GP. Domina la prima stagione vincendo il titolo a squadre e piazzando Hyman e Hughes ai primi due posti della classifica piloti.

### FIA Formula 3
Dal 2019 il team prende parte al Campionato FIA di Formula 3. Per la prima stagione della categoria vengono ingaggiati il cinese Ye Yifei, l'estone Jüri Vips e l'italiano Leonardo Pulcini. Nella prima stagione ottiene il secondo posto tra le squadre dietro la Prema. 
Nel 2020 ingaggia i piloti: Max Fewtrell, Liam Lawson e Dennis Hauger, ma nelle gare di Spa-Francorchamps e di Monza, Fewtrell viene sustituito da Pierre-Louis Chovet. Nel 2021 i piloti scelti sono Ayumu Iwasa, Jak Crawford e Roman Stanek. Con il pilota giapponese Iwasa il team torna alla vittoria.

### Formula 2
Dal 2020 la squadra partecipa anche al Campionato FIA di Formula 2. Nella prima stagione ottiene 3 vittorie, (due con Nikita Mazepin e una con Luca Ghiotto) e il quarto posto nella classifica a squadre. Nel 2021 il team ingaggia Jüri Vips e promuove Liam Lawson, due piloti del Academy Red Bull. Come l'anno precedente il team conquista tre vittorie (due con Vips e altra con Lawson) e chiude quarta in classifica a squadre.  Nel 2022 viene confermato Vips e ingaggia Marcus Armstrong.

### Formula 4
Con l'avvento delle monoposto di nuova generazione, anche la Hitech entra in Formula 4 grazie alla collaborazione con il team italiano Cram. Nel 2022 parteciperà nel Campionato di Formula 4 EAU e nel Campionato britannico di F4

## Risultati

### Risultati in Formula 2
| Stagione | Vettura              | Piloti           | Gare | Vittorie | Pole | GPV | Punti | C.P. | C.T. |
| -------- | -------------------- | ---------------- | ---- | -------- | ---- | --- | ----- | ---- | ---- |
| 2020     | Dallara - Mecachrome | Nikita Mazepin   | 24   | 2        | 0    | 2   | 164   | 5º   | 4º   |
| 2020     | Dallara - Mecachrome | Luca Ghiotto     | 24   | 1        | 0    | 1   | 106   | 10º  | 4º   |
| 2021     | Dallara - Mecachrome | Jüri Vips        | 23   | 2        | 0    | 1   | 120   | 6º   | 4º   |
| 2021     | Dallara - Mecachrome | Liam Lawson      | 23   | 1        | 1    | 2   | 103   | 9º   | 4º   |
| 2022     | Dallara - Mecachrome | Jüri Vips        | 28   | 1        | 2    | 4   | 114   | 11º  | 5º   |
| 2022     | Dallara - Mecachrome | Marcus Armstrong | 28   | 3        | 0    | 0   | 93    | 13º  | 5º   |
| 2023     | Dallara - Mecachrome | Jak Crawford     | 25   | 1        | 1    | 0   | 57    | 13º  | 8º   |
| 2023     | Dallara - Mecachrome | Isack Hadjar     | 25   | 1        | 0    | 1   | 55    | 14º  | 8º   |

*Stagione in corso

### Risultati in Formula 3
| Stagione | Vettura            | Piloti              | Gare | Vittorie | Pole | GPV | Punti | C.P. | C.T. |
| -------- | ------------------ | ------------------- | ---- | -------- | ---- | --- | ----- | ---- | ---- |
| 2019     | Dallara-Mecachrome | Jüri Vips           | 16   | 3        | 1    | 1   | 141   | 4º   | 2º   |
| 2019     | Dallara-Mecachrome | Leonardo Pulcini    | 16   | 1        | 0    | 0   | 78    | 8º   | 2º   |
| 2019     | Dallara-Mecachrome | Ye Yifei            | 16   | 0        | 0    | 0   | 4     | 21º  | 2º   |
| 2020     | Dallara-Mecachrome | Liam Lawson         | 18   | 3        | 1    | 0   | 143   | 5º   | 4º   |
| 2020     | Dallara-Mecachrome | Dennis Hauger       | 18   | 0        | 0    | 0   | 17    | 14º  | 4º   |
| 2020     | Dallara-Mecachrome | Pierre-Louis Chovet | 6    | 0        | 0    | 0   | 5     | 19º  | 4º   |
| 2020     | Dallara-Mecachrome | Max Fewtrell        | 12   | 0        | 0    | 0   | 5     | 20º  | 4º   |
| 2021     | Dallara-Mecachrome | Ayumu Iwasa         | 20   | 1        | 0    | 0   | 52    | 12º  | 6º   |
| 2021     | Dallara-Mecachrome | Jak Crawford        | 20   | 0        | 0    | 0   | 45    | 13º  | 6º   |
| 2021     | Dallara-Mecachrome | Roman Staněk        | 20   | 0        | 0    | 0   | 29    | 16º  | 6º   |
| 2022     | Dallara-Mecachrome | Isack Hadjar        | 18   | 3        | 1    | 3   | 123   | 4º   | 5º   |
| 2022     | Dallara-Mecachrome | Kaylen Frederick    | 18   | 0        | 0    | 0   | 27    | 17º  | 5º   |
| 2022     | Dallara-Mecachrome | Nazim Azman         | 18   | 0        | 0    | 0   | 0     | 32º  | 5º   |
| 2023     | Dallara-Mecachrome | Gabriele Minì       | 17   | 2        | 2    | 1   | 92    | 7º   | 5º   |
| 2023     | Dallara-Mecachrome | Luke Browning       | 18   | 0        | 0    | 1   | 41    | 15º  | 5º   |
| 2023     | Dallara-Mecachrome | Sebastián Montoya   | 18   | 0        | 0    | 0   | 37    | 16º  | 5º   |

### Risultati in F3 europea
| Stagione | Vettura            | Piloti          | Gare | Vittorie | Pole | GPV | Punti | C.P. | C.T. |
| -------- | ------------------ | --------------- | ---- | -------- | ---- | --- | ----- | ---- | ---- |
| 2015     | Dallara-Mercedes   | Alexander Sims  | 6    | 0        | 0    | 0   | N.A.  | N.A. | 11º  |
| 2016     | Dallara - Mercedes | George Russell  | 30   | 2        | 3    | 3   | 194   | 3º   | 2º   |
| 2016     | Dallara - Mercedes | Ben Barnicoat   | 30   | 2        | 0    | 0   | 117   | 7º   | 2º   |
| 2016     | Dallara - Mercedes | Nikita Mazepin  | 30   | 0        | 0    | 0   | 5     | 19º  | 2º   |
| 2016     | Dallara - Mercedes | Alexander Sims  | 3    | 0        | 0    | 0   | N.A.  | N.A. | 2º   |
| 2017     | Dallara - Mercedes | Jake Hughes     | 30   | 1        | 2    | 2   | 207   | 5º   | 4º   |
| 2017     | Dallara - Mercedes | Ralf Aron       | 30   | 0        | 1    | 1   | 123   | 9º   | 4º   |
| 2017     | Dallara - Mercedes | Nikita Mazepin  | 30   | 0        | 0    | 1   | 108   | 10º  | 4º   |
| 2017     | Dallara - Mercedes | Tadasuke Makino | 27   | 0        | 0    | 0   | 57    | 15º  | 4º   |
| 2018     | Dallara - Mercedes | Álex Palou      | 30   | 0        | 0    | 2   | 204   | 7º   | 3º   |
| 2018     | Dallara - Mercedes | Enaam Ahmed     | 30   | 2        | 2    | 1   | 174   | 9º   | 3º   |
| 2018     | Dallara - Mercedes | Ben Hingeley    | 30   | 0        | 0    | 0   | 22    | 17º  | 3º   |
| 2018     | Dallara - Mercedes | Charles Leong   | 3    | 0        | 0    | 0   | 0     | 26º  | 3º   |

### Risultati in F3 asiatica
| Stagione  | Vettura            | Piloti             | Gare | Vittorie | Pole | GPV | Punti | C.P. | C.T. |
| --------- | ------------------ | ------------------ | ---- | -------- | ---- | --- | ----- | ---- | ---- |
| 2018      | Tatuus-Autotecnica | Raoul Hyman        | 15   | 1        | 0    | 2   | 227   | 1º   | 1º   |
| 2018      | Tatuus-Autotecnica | Jake Hughes        | 9    | 9        | 6    | 8   | 225   | 2º   | 1º   |
| 2018      | Tatuus-Autotecnica | Charles Leong      | 15   | 0        | 0    | 0   | 145   | 4º   | 1º   |
| 2018      | Tatuus-Autotecnica | Ben Hingeley       | 3    | 1        | 0    | 0   | 43    | 10°  | 1º   |
| 2018      | Tatuus-Autotecnica | Harrison Scott     | 3    | 0        | 0    | 0   | 26    | 14°  | 1º   |
| 2019      | Tatuus-Autotecnica | Ukyo Sasahara      | 14   | 8        | 6    | 7   | 301   | 1º   | 1º   |
| 2019      | Tatuus-Autotecnica | Jack Doohan        | 14   | 8        | 1    | 6   | 276   | 2°   | 1º   |
| 2019      | Tatuus-Autotecnica | Jackson Walls      | 6    | 0        | 0    | 0   | 90    | 6°   | 1º   |
| 2019-2020 | Tatuus-Autotecnica | Nikita Mazepin     | 15   | 0        | 0    | 0   | 186   | 3º   | 4°   |
| 2019-2020 | Tatuus-Autotecnica | Jake Hughes        | 5    | 0        | 0    | 1   | 24    | 14°  | 4°   |
| 2019-2020 | Tatuus-Autotecnica | Alessio Deledda    | 15   | 0        | 0    | 0   | 21    | 15°  | 4°   |
| 2019-2020 | Tatuus-Autotecnica | Ukyo Sasahara      | 15   | 3        | 4    | 1   | NC    | NC   | 4°   |
| 2021      | Tatuus-Autotecnica | Roy Nissany        | 15   | 0        | 0    | 0   | 99    | 5°   | 2º   |
| 2021      | Tatuus-Autotecnica | Ayumu Iwasa        | 15   | 0        | 0    | 0   | 81    | 8°   | 2º   |
| 2021      | Tatuus-Autotecnica | Roman Staněk       | 15   | 0        | 0    | 0   | 60    | 10°  | 2º   |
| 2021      | Tatuus-Autotecnica | Reece Ushijima     | 15   | 0        | 0    | 0   | 45    | 12°  | 2º   |
| 2022      | Tatuus-Autotecnica | Isack Hadjar       | 15   | 2        | 1    | 2   | 134   | 3°   | 2º   |
| 2022      | Tatuus-Autotecnica | Gabriele Minì      | 12   | 2        | 1    | 1   | 130   | 4°   | 2º   |
| 2022      | Tatuus-Autotecnica | Leonardo Fornaroli | 9    | 0        | 0    | 0   | 22    | 17°  | 2º   |
| 2022      | Tatuus-Autotecnica | Joshua Dufek       | 9    | 0        | 0    | 0   | 12    | 18°  | 2º   |
| 2022      | Tatuus-Autotecnica | Vladislav Lomko    | 3    | 0        | 0    | 0   | 0     | 34°  | 2º   |
| 2022      | Tatuus-Autotecnica | Owen Tangavelou    | 9    | 0        | 0    | 0   | 0     | 31°  | 2º   |